# Koń poznański
Koń poznański – rasa koni hodowana w Wielkopolsce, w 1962 roku połączona z koniem mazurskim utworzyła rasę konia wielkopolskiego.
Koń poznański powstał na bazie koni miejscowych krzyżowanych z końmi ras zagranicznych – trakeńskiej, wschodniopruskiej, berbeckiej, pełnej krwi angielskiej oraz czystej krwi arabskiej. W latach 20. i 30. XX wieku doskonalono konie poznańskie poprzez krzyżowanie ich z końmi rasy pełnej krwi angielskiej i czystej krwi arabskiej, czego skutkiem było otrzymanie koni szlachetnych i zarazem wytrzymałych w pracy. Były one bardzo chętnie kupowane przez wojsko w celu wyposażenia pułków kawalerii. Po II wojnie światowej zmieniono koncepcję hodowlaną z konia wierzchowego na konia wszechstronnie użytkowego. 